# Яусвір
Яусвір (нід. Jouswier) — село в нідерландській провінції Фрисландія. Входить до муніципалітету Північно-Східна Фрисландія.
Його площа становить 2,55км², а населення станом на 2021 рік складало 45 осіб.
Перша згадка про населений пункт датується 1495 роком.

## Галерея

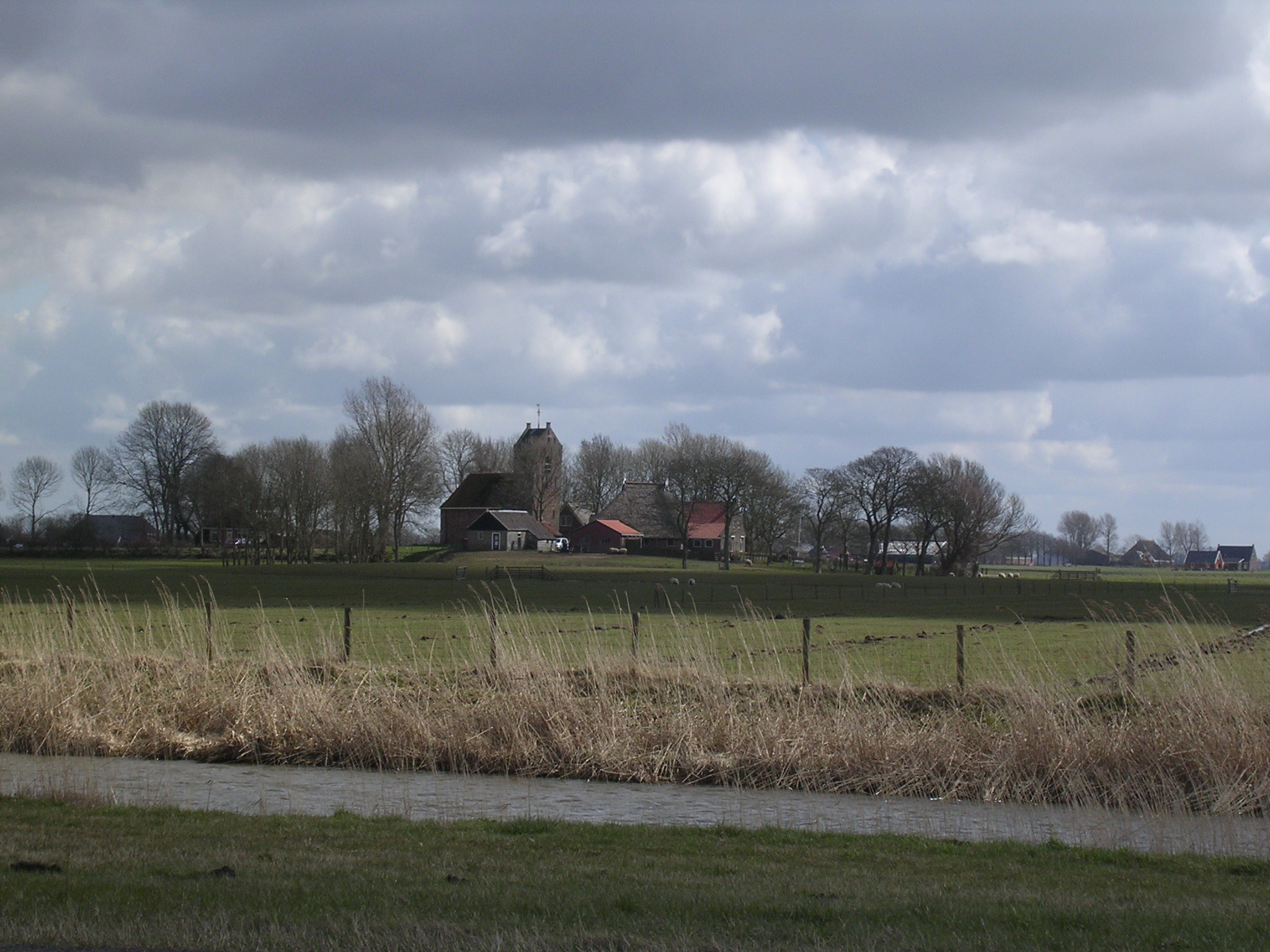
Панорама села
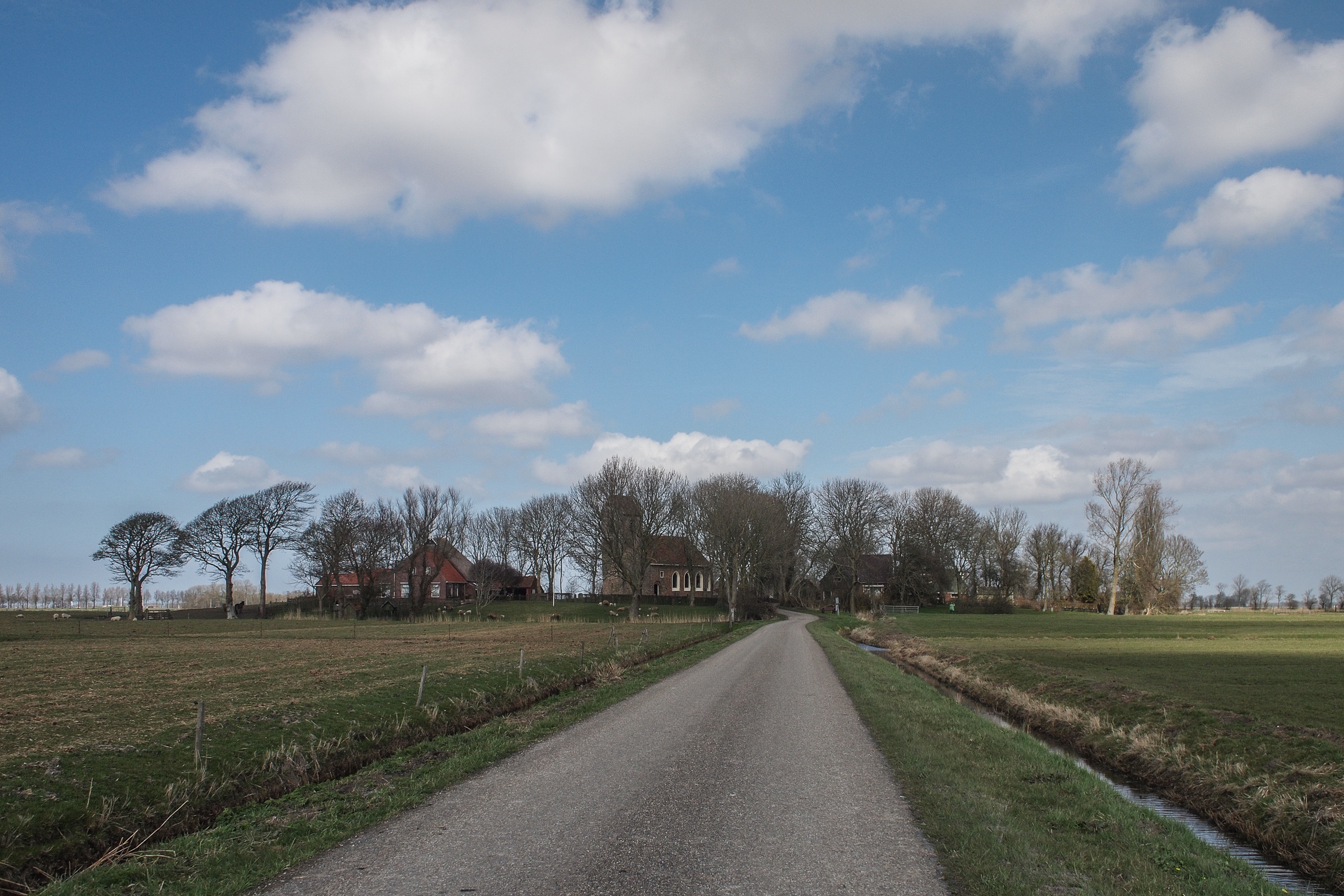
Панорама села
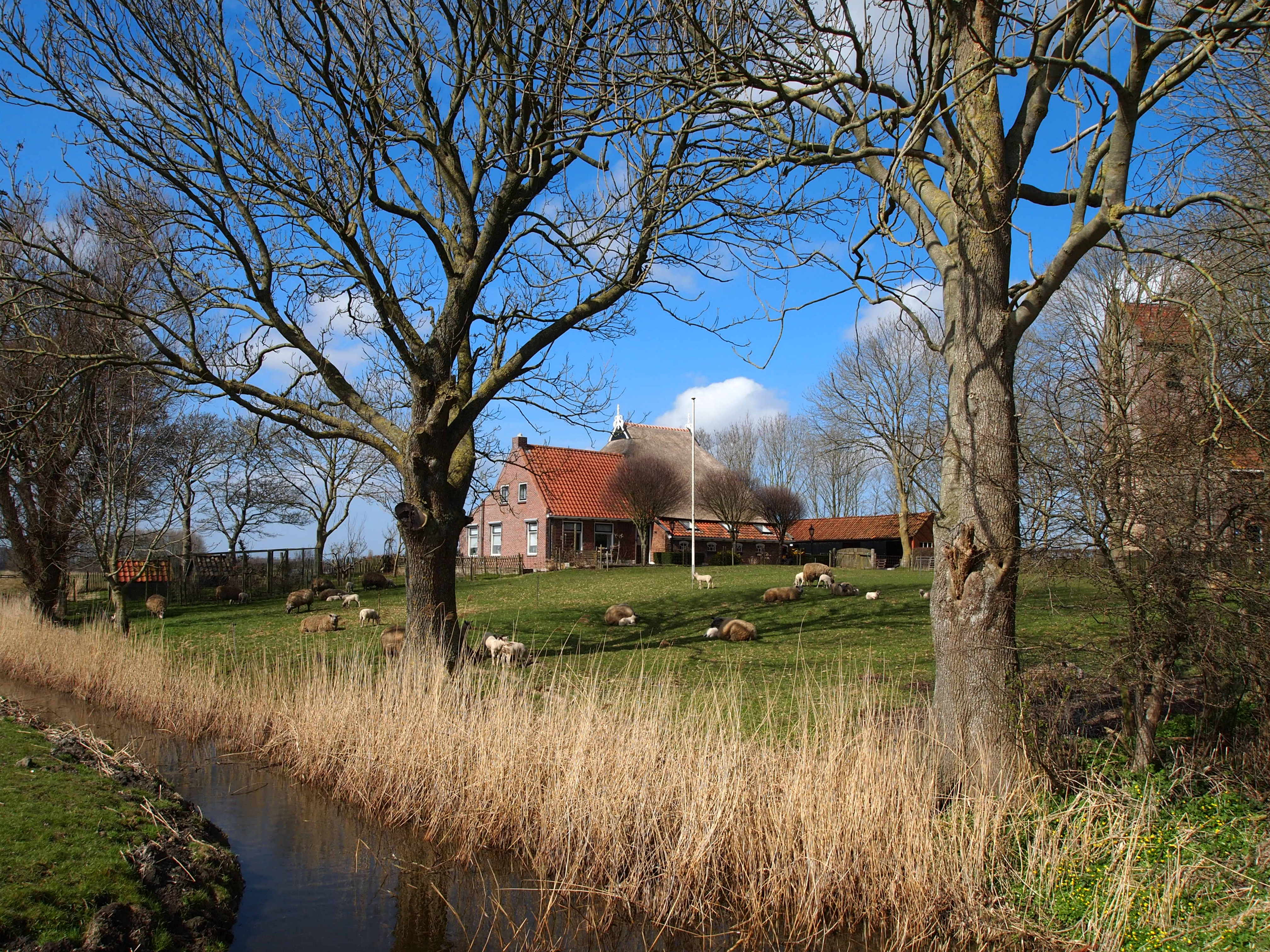
Ферма у Яусвірі